# 槟城州旗
槟城州旗是一面中间绘有槟榔树的蓝白黄三色纵旗，是代表马来西亚槟城州的正式旗帜。在槟城于1957年成为马来亚联合邦的一州后，本旗帜于同年正式启用，现版本于1965年启用。

## 象征意义
依据槟城州政府官方的解释，天蓝色象征围绕槟岛的美丽海洋，白色象征槟城的和平与安定，黄色则象征进步和繁荣。中间白条上的槟榔树图案则代表着槟城州名的由来。

## 历史旗帜
- 海峡殖民地旗（1904年—1925年）
- 海峡殖民地旗（1925年—1946年）
- 槟城直辖殖民地旗（1949年—1952年）
- 槟城直辖殖民地旗（1952年—1957年）
- 槟城州旗（1957年—1965年）